# European Champion Cup Final Four
La "Final Four" (chiamata anche European Champion Cup) è una competizione a cadenza annuale creata dalla CEB nel 2008 alla quale partecipano le quattro migliori squadre della European Cup di ogni anno.
L'edizione più recente risale al 2012.

## Albo d'Oro
| Anno | Primo             | Secondo               | Terzo                |
| ---- | ----------------- | --------------------- | -------------------- |
| 2008 | Nettuno           | San Marino            | Grosseto             |
| 2009 | Nettuno           | Fortitudo Bologna     | Corendon Kinheim     |
| 2010 | Fortitudo Bologna | Heidenheim Heideköpfe | Rimini Baseball Club |
| 2011 | San Marino        | Parma                 | Fortitudo Bologna    |
| 2012 | Fortitudo Bologna | Nettuno               | Amsterdam Pirates    |

## Edizioni vinte per squadra
|   | Squadra           | Vittorie | Finali perse | Anni vittorie | Anni finali perse |
| - | ----------------- | -------- | ------------ | ------------- | ----------------- |
| 1 | Nettuno           | 2        | 1            | (2008, 2009)  | 2012              |
| 2 | Fortitudo Bologna | 2        | 1            | 2010, 2012    | 2009              |
| 3 | San Marino        | 1        | 1            | 2011          | 2008              |

## Medagliere per nazione
| Pos. | Nazione     | Vittorie | Secondi posti | Terzi posti | Totale |
| 1    | Italia      | 4        | 2             | 2           | 8      |
| 2    | Paesi Bassi | -        | -             | 2           | 2      |
| 2    | San Marino  | 1        | 1             | -           | 2      |
| 4    | Germania    | -        | 1             | -           | 1      |